# Czerniów (Kromołów)
Czerniów – przysiółek wsi Kromołów w Polsce, położony w województwie opolskim, w powiecie krapkowickim, w gminie Walce. Historycznie leży na Górnym Śląsku, na ziemi prudnickiej.
W latach 1975–1998 przysiółek należał administracyjnie do województwa opolskiego.

## Historia

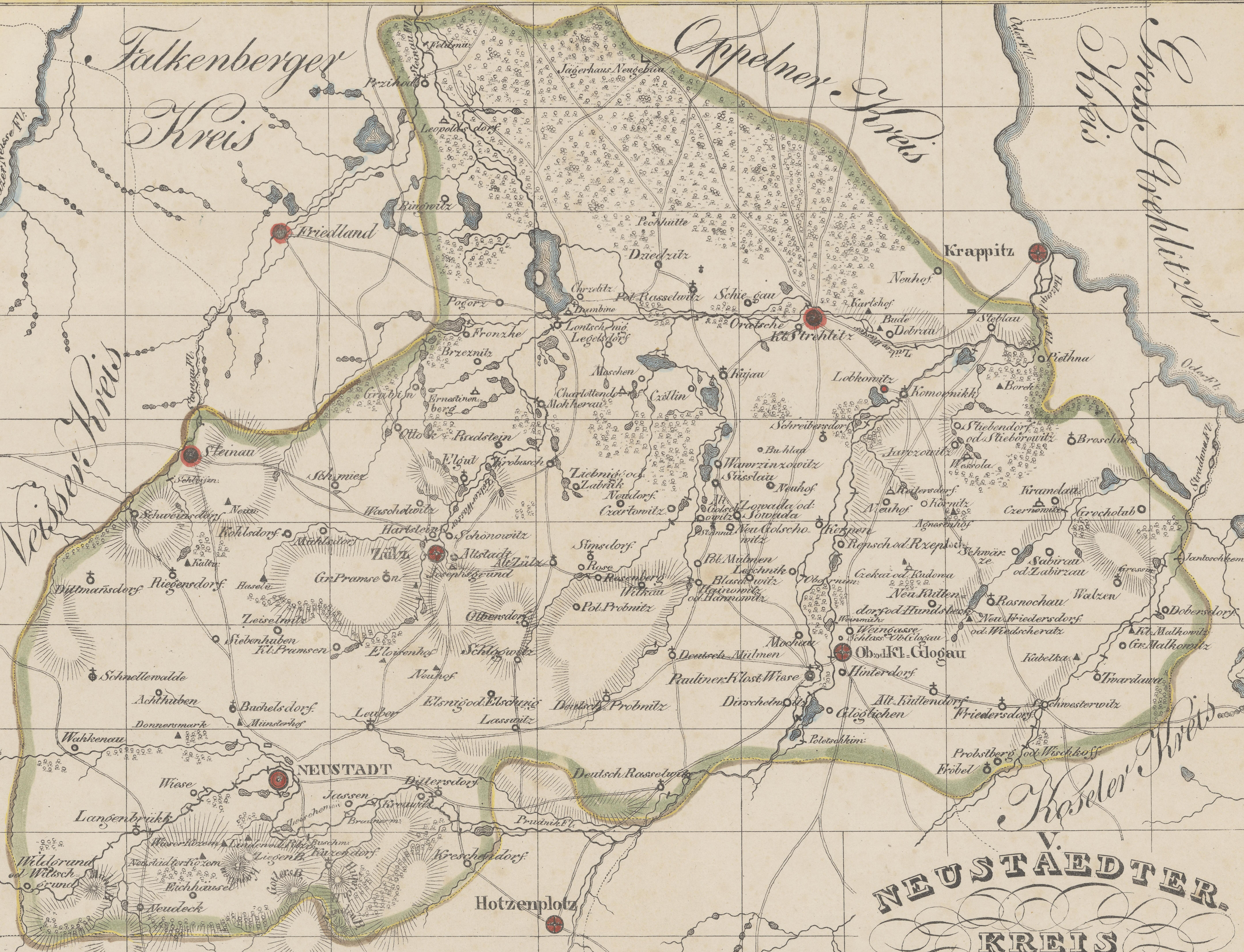
Czerniów (Czernowitz) wśród miejscowości ziemi prudnickiej na mapie z XIX wieku

Pierwsza wzmianka o osadzie Czerniów pochodzi z 1568 roku, kiedy to jej właścicielem był hrabia Hans von Reden, który zakupił ją razem z niedalekim Rozkochowem. Następna wzmianka pojawia się w dokumencie hrabiego Jerzego III von Oppersdorffa, który odkupił przysiółek w 1611 roku od klasztoru norbertanek w Czarnowąsach. W 1784 roku przysiółek określany jest jako Czernowiz, wieś w sąsiedztwie Kromołowa, gdzie znajduje się kilka niespecjalnie położonych domostw, które zaliczały się do Kromołowa. Była to kolonia zamieszkała przez chałupników. W 1921 w zasięgu plebiscytu na Górnym Śląsku znalazła się tylko część powiatu prudnickiego. Czerniów znalazł się po stronie wschodniej, w obszarze objętym plebiscytem. 1 października 1948 r. nadano miejscowości, wówczas administracyjnie związanej z Kromołowem i należącej do powiatu prudnickiego, polską nazwę Czerniów. W spisie gromad i miejscowości w powiecie prudnickim na dzień 1 stycznia 1953 wymieniono Czerniów jako przysiółek Kromołowa pod nazwą Czernów.

## Zabytki
Dzwonnica z XIX w.

## Parafia
Przysiółek przynależy do parafii w Brożcu.

## Bezpieczeństwo
Do 1998 bezpieczeństwo pożarowe w Czerniowie było nadzorowane przez Komendę Rejonową PSP w Prudniku.
Miejscowość jest pod opieką dzielnicowego rejonu służbowego nr 7 Komendy Powiatowej Policji w Krapkowicach.
Teren miejscowości, jak i całej gminy Walce, położony jest w strefie nadgranicznej w związku z czym Straż Graniczna dysponuje, na tym obszarze, specjalnymi kompetencjami w zakresie bezpieczeństwa. Gminę Walce obejmuje zasięgiem służbowym placówka Straży Granicznej w Opolu ze Śląskiego Oddziału SG.